# Brokdorf
Brokdorf (niederdeutsch: Brokdörp/Brookdörp) ist eine Gemeinde im Kreis Steinburg in Schleswig-Holstein.

## Geographie
Brokdorf liegt in der Wilstermarsch am nördlichen Elbufer etwa 20 km südwestlich von Itzehoe und 20 km östlich von Brunsbüttel.

## Geschichte
Die Ortsbezeichnung geht zurück auf eine der ältesten holsteinischen Familien „von Brockdorff“, der das Dorf seine erste urkundliche Erwähnung im Jahr 1220 verdankt. Diese wiederum stammte ursprünglich aus dem niedersächsischen „Bruchtorp“ (Bruchtorf) bei Liebenau. Die St.-Nikolaus-Kirche wurde erstmals 1342 erwähnt.
Am 30. Oktober und am 13. November 1976, am 19. Februar 1977, am 28. Februar 1981 und am 7. Juni 1986 fanden in Brokdorf Großdemonstrationen von Atomkraftgegnern gegen das in Bau befindliche Kernkraftwerk Brokdorf statt, durch die der Ort bundesweit bekannt wurde. Das Kraftwerk ging 1986 ans Netz und wurde am 31. Dezember 2021 stillgelegt, ein lokales Zwischenlager für radioaktiven Abfall ist seit 2007 in Betrieb und ist bis 2047 bewilligt.

## Politik

### Gemeindevertretung
Bei der Kommunalwahl am 14. Mai 2023 wurden insgesamt elf Sitze vergeben. Von diesen erhielt die CDU sechs Sitze, die Wählergemeinschaft Brokdorf erhielt vier Sitze und die SPD erhielt einen Sitz.

### Wappen
Blasonierung: „In Blau ein schräggestellter, silberner fliegender Fisch über zwei silbernen Wellenfäden im Schildfuß.“
Das für das Wappen gewählten Symbol sind sowohl auf historische als auch geographische Gegebenheiten zurückzuführen. Der „fliegende Fisch“ ist fast wörtlich aus dem Wappen der Brockdorffs zitiert. Dieses Geschlecht, das zu den Equites Originarii gehört, hatte in diesem Kirchdorf wahrscheinlich sein Stammhaus in der Grafschaft Holstein. Die Wellen im Schildfuß zeigen die Nähe des in der Wilstermarsch am Deich gelegenen Ortes zur Elbe. Die guten Marschböden ermöglichten eine ertragreiche Landwirtschaft, die Wassernähe einen bescheidenen Schiffsverkehr. Die blaue Schildfarbe steht für das Wasser.

## Tourismus
Brokdorf liegt an der Deutschen Fährstraße und an der Grünen Küstenstraße. Der Ort verfügt über einen Elbstrand sowie ein Freizeitbad, das über die Sommermonate geöffnet ist. Das Freizeitbad ist beheizt und öffnet in den Monaten Mai bis meist September des Jahres. In den Wintermonaten ist die Eissporthalle geöffnet. Hinter dem Deich lassen sich Freizeitaktivitäten wie Radfahren, Inlinen oder Jogging ausüben. Hier führt auch der Elberadweg als auch die North Sea Cycle Route entlang. In der Nähe des Feuerwehrhauses befinden sich Stellplätze für Wohnmobile. Die St.-Nikolaus-Kirche steht regelmäßig zu Besichtigungen offen. Das Deichvorland und die Elbe bis zur Landesgrenze mit Niedersachsen in Strommitte gehören zum Gemeindegebiet. Es ist Teil des europäischen NATURA 2000-Schutzgebietes FFH-Gebiet Schleswig-Holsteinisches Elbästuar und angrenzende Flächen.

## Wirtschaft und Infrastruktur
Auf dem Gebiet der Gemeinde befindet sich das von 1976 bis 1986 gebaute Kernkraftwerk Brokdorf. Außerdem haben sich viele kleinere Firmen angesiedelt.

## Persönlichkeiten
- Hans Hinrich von Osten (* 5. Januar 1828 in Brokdorf; † 14. Februar 1907 in Hamburg-Eppendorf), Lehrer und Heimatforscher
- Adolf Sievers (* 1896 in Brokdorf; † 1981 in Wilster), Lehrer und niederdeutscher Autor
- Waldtraut Feldtmann, geb. Schurbohm (* 3. August 1926; † 21. März 2022 in Brokdorf), Grundschullehrerin, Verfasserin dreier Ortschroniken, Ehrenbürgerin

## Bilder

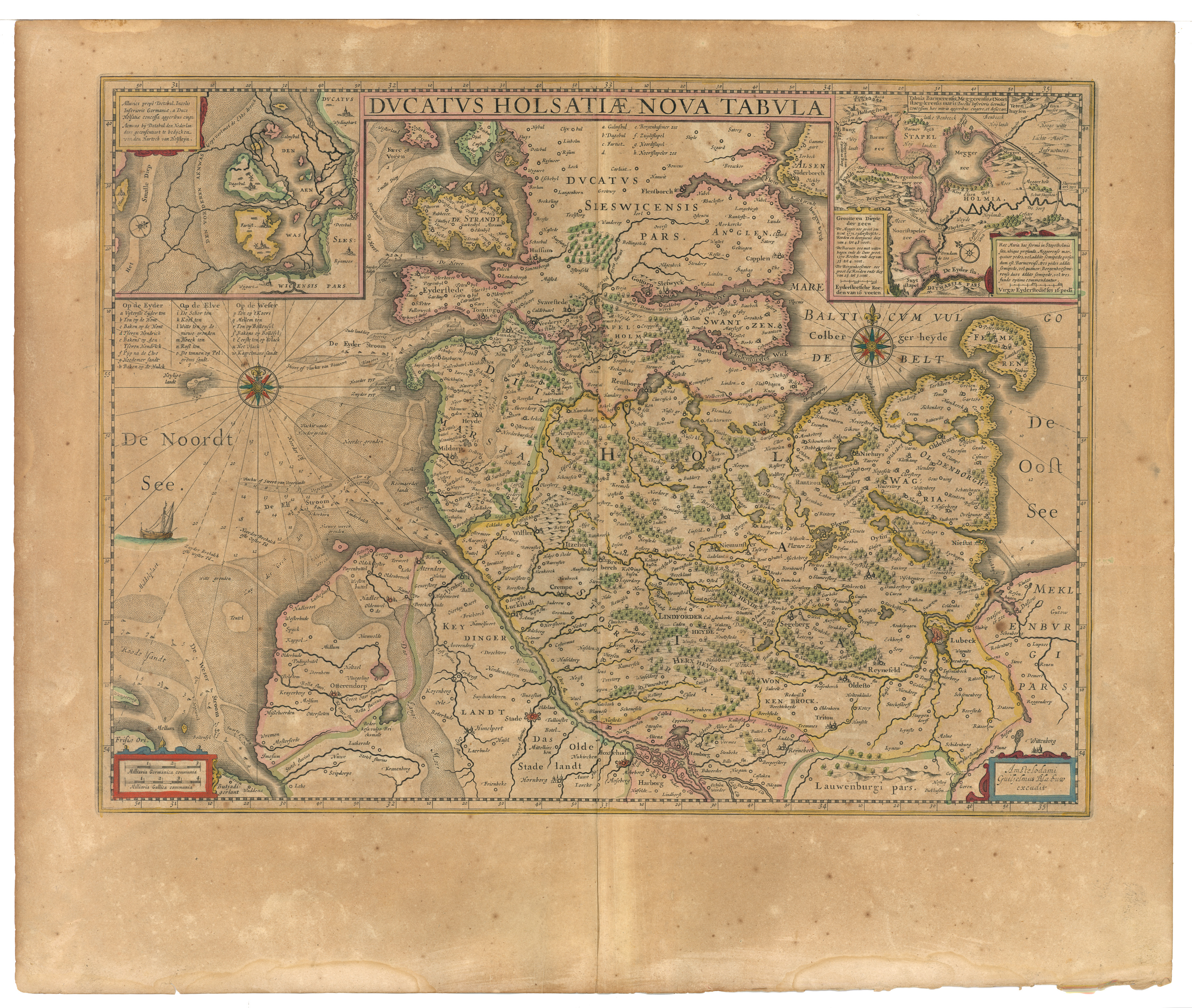
„Brocdorp“ 1645 im Atlas Maior von Blaeu
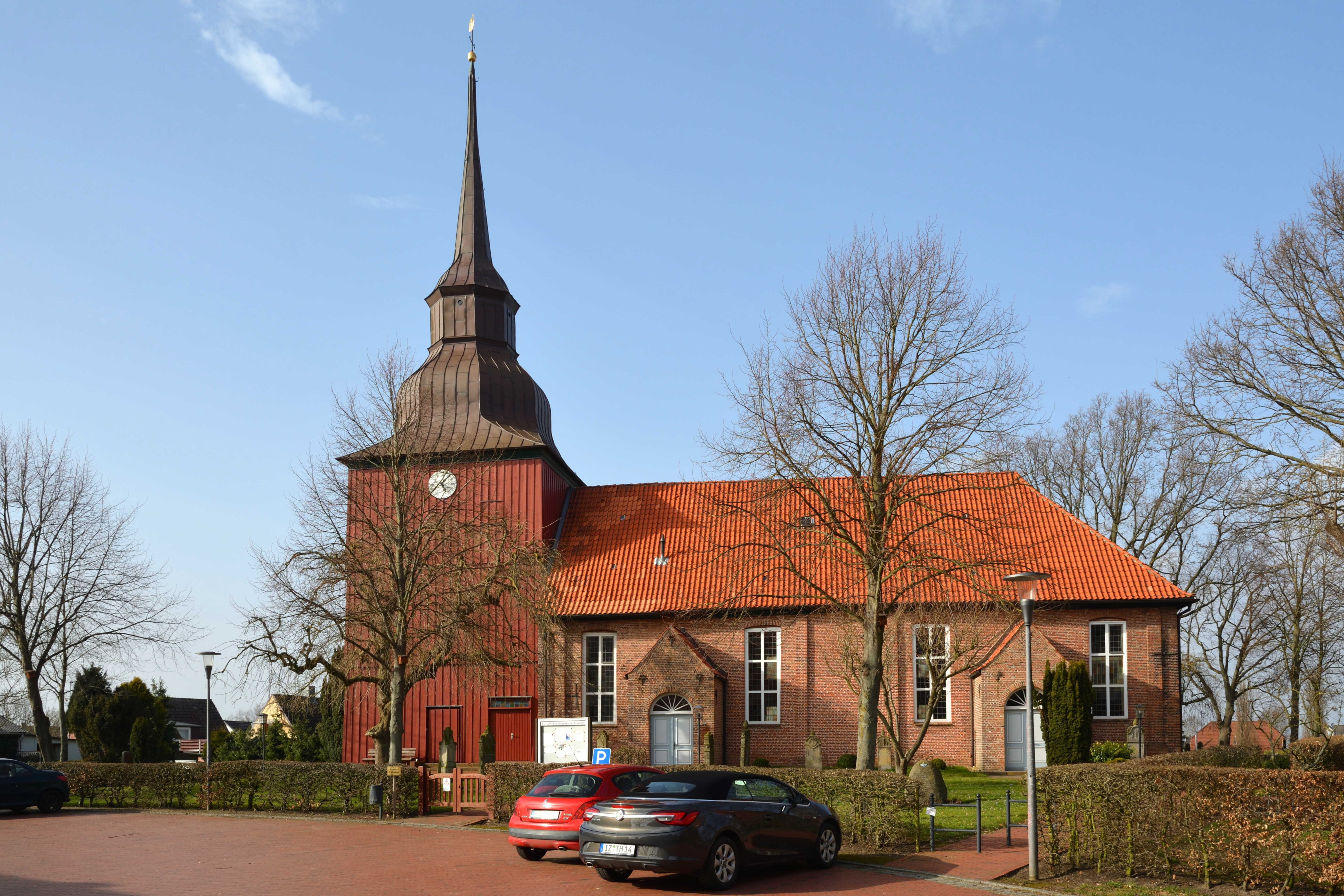
St. Nikolaus
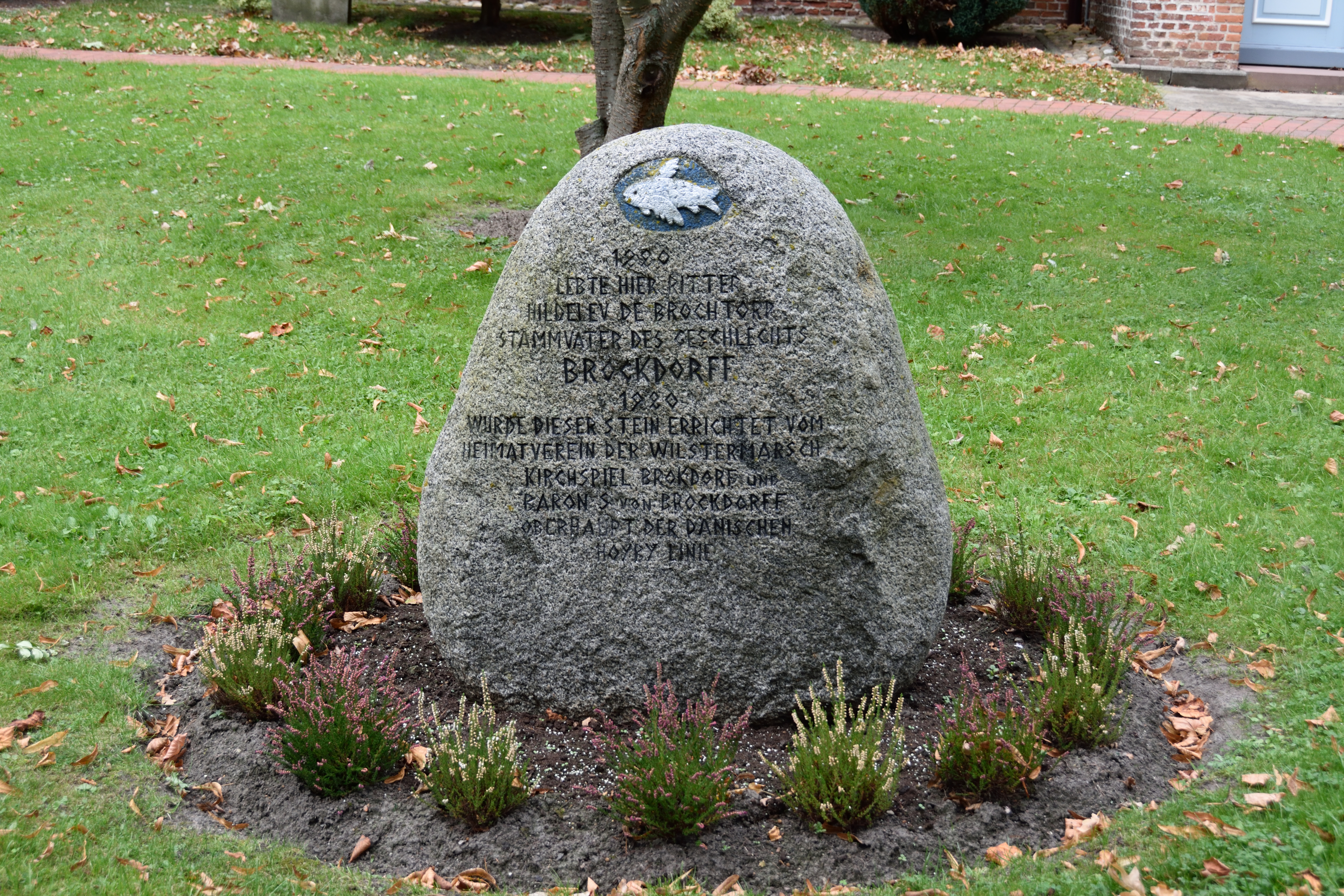
Gedenkstein an der Kirche
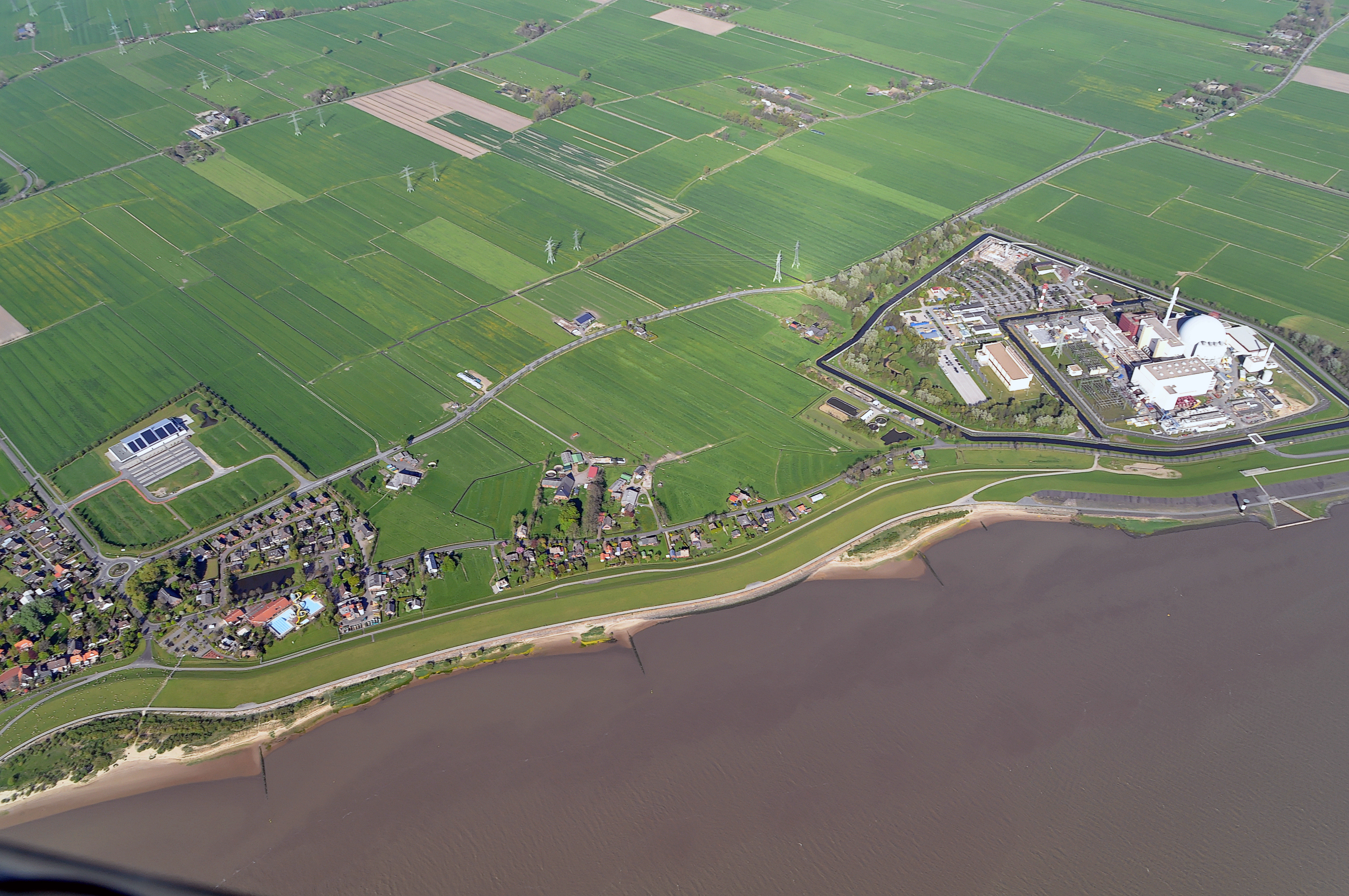
Luftaufnahme von 2012
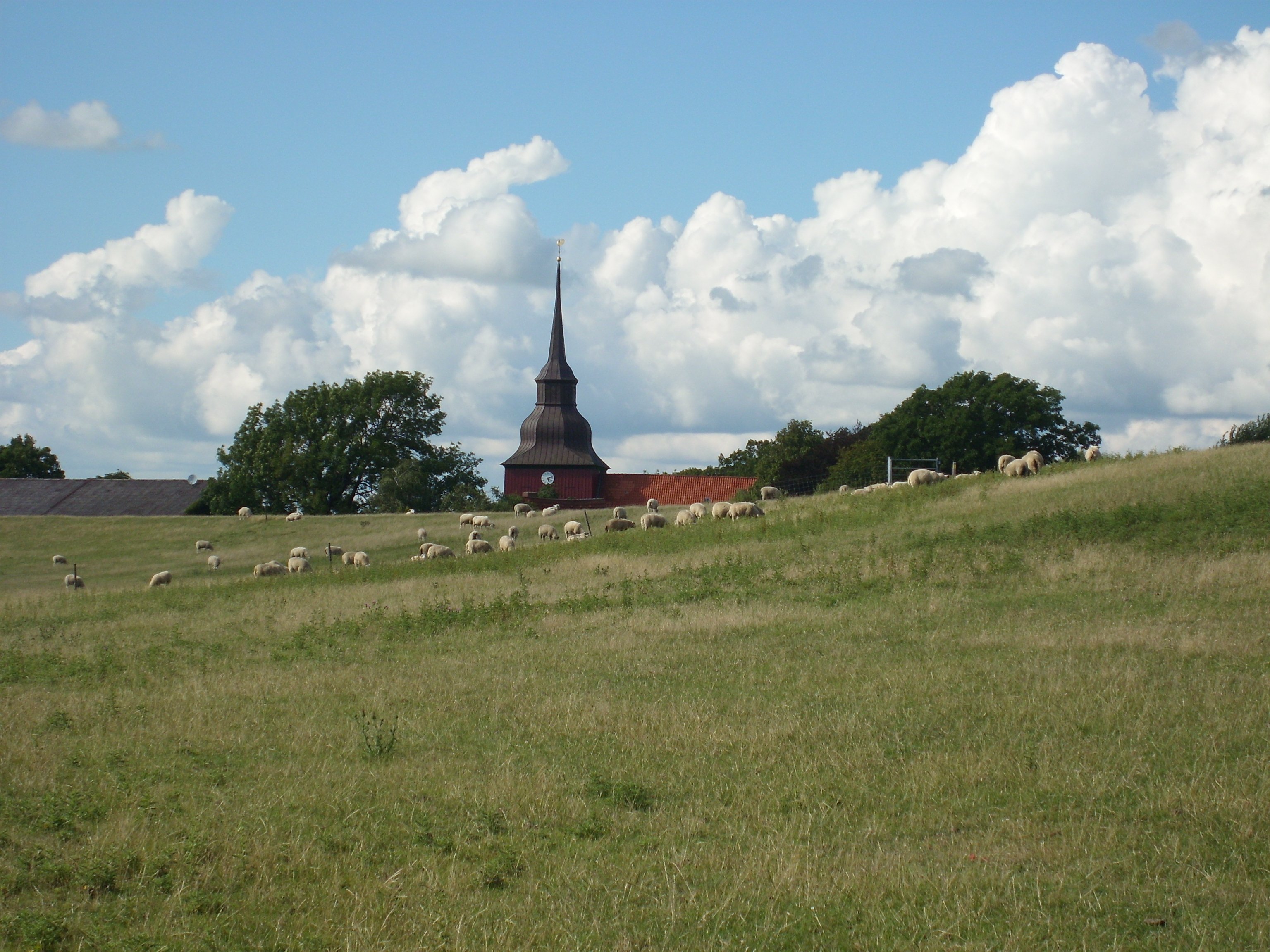
St. Nikolaus vom Deich (rechts) aus